# Gáugio

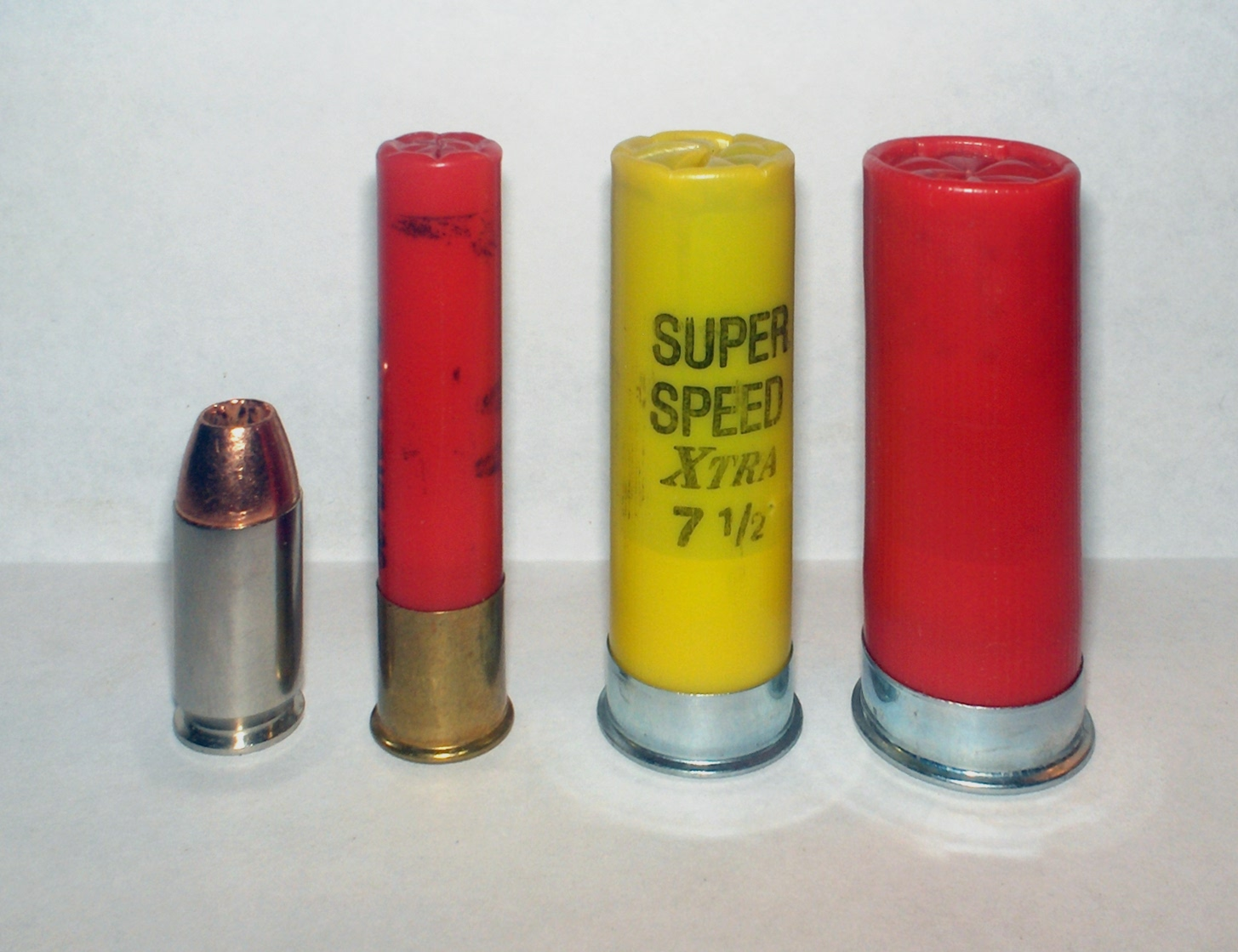
A esquerda, um .45 ACP comparado aos cartuchos de gáugios: .410; 20 e 12.

O gáugio ("gauge" em inglês ou ainda "bore" em inglês britânico) de uma arma de fogo, é uma unidade de medida muito específica, usada para expressar o diâmetro interno do cano da arma (calibre).

## Mensuração

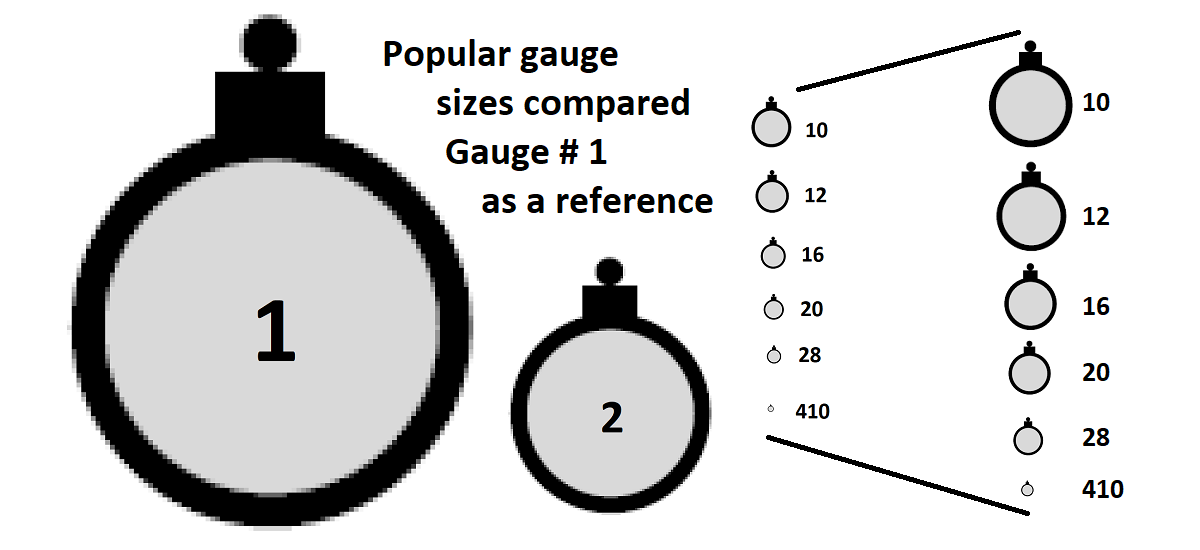
Tamanhos de gáugio mais populares em proporção, usando o gáugio #1 como referência

O gáugio é determinado a partir do peso de uma esfera sólida de chumbo que se ajuste ao cano da arma de fogo e é expresso como o inverso multiplicativo do peso da esfera como uma fração de libra, por exemplo: uma esfera de chumbo de 1⁄12 avos de libra se encaixa num cano cujo diâmetro interno vai ser identificado como sendo de gáugio 12, ou "calibre 12". Se a esfera que se encaixa no cano da arma tem peso de 1⁄20 avos de libra, a arma vai ser identificada como sendo de gáugio 20, ou "calibre 20". O termo está relacionado à medição de canhões antigos, cujos calibres também foram associados ao peso de suas balas de ferro; um "canhão 8" disparava uma bala de 8 libras (3,6 kg).

## Utilização

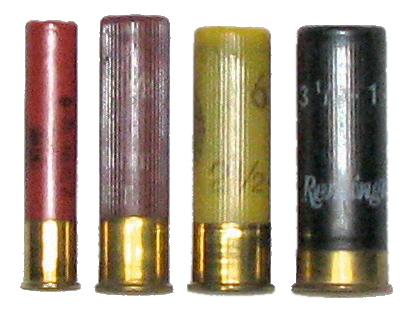
Tamanhos reais de cartuchos de escopeta com os respectivos calibres (gáugios). Da esquerda para direita: .410, 28, 20 e 12.

Hoje, o gáugio é comumente usado em referência a escopetas, e seus cartuchos, fazendo associação do "apelido" do cartucho com o tipo de caça e os projéteis utilizados, como por exemplo: "BIRDSHOT" - quando usam bagos bem pequenos (por volta de .15"), BUCKSHOT - quando usam bagos de tamanho médio (a partir de .24") e SHOTGUN SLUG - quando usam balotes. Isso embora, historicamente também tenha sido usado em grandes espingardas de cano duplo, fabricadas em tamanhos de até calibre 2 durante seu auge na década de 1880, sendo originalmente carregadas com cartuchos de pólvora negra. Esses rifles muito grandes, às vezes chamados de "armas de elefante", eram destinados à atividade de caça de animais de grande porte na África e na Ásia.
Gáugio é abreviado como: "ga.", "Ga" ou "G".

## Calculando o gáugio
Um gáugio "n" ou coloquialmente "calibre n", significa que uma esfera de chumbo (densidade 11,34 g/cm3 ou 0,4097 lb/in3) com esse diâmetro tem massa igual a 1/n avos da massa da libra avoirdupois internacional (453,59 gramas). Isso significa que essas "n" esferas podem ser obtidas a partir de uma libra de chumbo.
Portanto, uma espingarda de calibre "n" ou um rifle de calibre "n" tem um diâmetro (em polegadas) de aproximadamente:
{\displaystyle d_{n}=2{\sqrt[{3}]{{\frac {3}{4\pi }}{\frac {1\mathrm {~lb} /n}{0,4097\mathrm {~lb/in^{3}} }}}}}
Explicação:

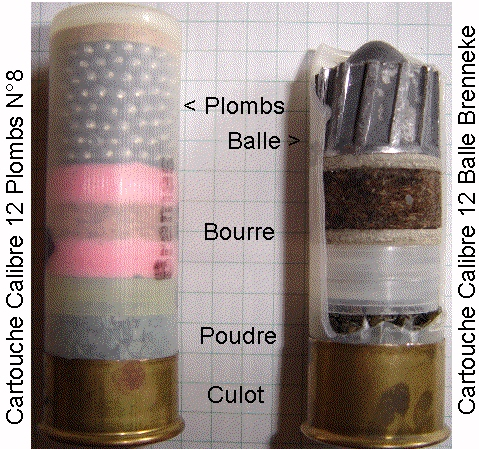
Cartuchos com "bagos" e de "balote" de calibre 12 para espingardas de caça.

- Divida 1 libra por n para encontrar a massa de cada uma das esferas
- Divida o resultado por 0,4097 lb/in3 (densidade do chumbo) para encontrar o volume de cada esfera
- Multiplique por 3/4 e divida por pi; em seguida, encontre sua raiz cúbica (reorganizada a partir da equação do volume de uma esfera) para encontrar o raio de cada esfera
- Multiplique por 2 para passar de raio para diâmetro

Com as devidas simplificações temos:
{\displaystyle d_{n}=1,67/{\sqrt[{3}]{n}}} (em polegadas), ou {\displaystyle d_{n}=42,4/{\sqrt[{3}]{n}}} (em milímetros).
da mesma forma, dado um determinado diâmetro, o gáugio ou calibre é:
{\displaystyle n=4,66/d_{n}^{3}} se o diâmetro é em polegadas, ou {\displaystyle n=76,23/d_{n}^{3}} se o diâmetro é em milímetros

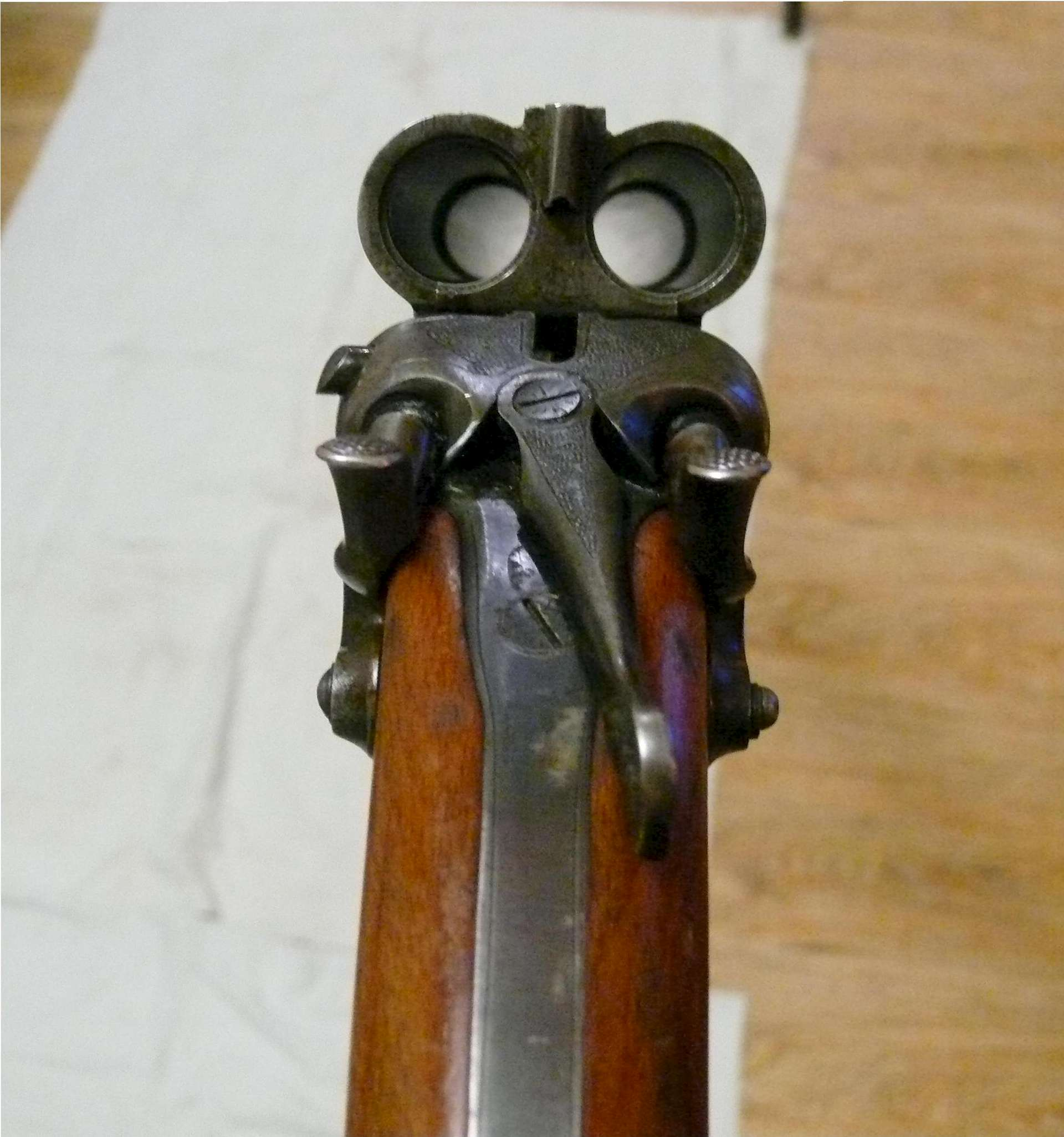
Os canos de alma lisa de uma escopeta russa TOZ-BM vistos a partir das câmaras. Estes no calibre (gáugio) #16.

O gáugio de armas de fogo é determinado por 1 libra / gáugio = peso da esfera de chumbo. O calibre da esfera de chumbo é então medido. Esta é uma informação essencial para entender os gáugios.

### Tabela de gáugios
Podemos por outro lado, usar uma tabela previamente calculada e acessar diretamente os valores:
| em "gáugio" | em polegadas e milímetros          | Libras  | Notas |
| ----------- | ---------------------------------- | ------- | --- |
| 1           | 1,669 polegadas (42,39 milímetros) | 1       | |
| 2           | 1,325 polegadas (33,66 milímetros) | ½       | |
| 3           | 1,157 polegadas (29,39 milímetros) | ⅓       | |
| 4           | 1,052 polegadas (26,72 milímetros) | ¼       | |
| 5           | ,976 polegadas (24,79 milímetros)  | ⅕       | |
| 6           | ,919 polegadas (23,34 milímetros)  | ⅙       | |
| 7           | ,873 polegadas (22,17 milímetros)  | 1⁄7     | |
| 8           | ,835 polegadas (21,21 milímetros)  | ⅛       | |
| 9           | ,802 polegadas (20,37 milímetros)  | 1⁄9     | |
| 10          | ,775 polegadas (19,68 milímetros)  | 1⁄10    | |
| 11          | ,751 polegadas (19,08 milímetros)  | 1⁄11    | |
| 12          | ,729 polegadas (18,52 milímetros)  | 1⁄12    | |
| 13          | ,700 polegadas (17,78 milímetros)  | 1⁄13    | |
| 14          | ,693 polegadas (17,60 milímetros)  | 1⁄14    | |
| 15          | ,677 polegadas (17,20 milímetros)  | 1⁄15    | |
| 16          | ,662 polegadas (16,81 milímetros)  | 1⁄16    | |
| 17          | ,650 polegadas (16,51 milímetros)  | 1⁄17    | |
| 18          | ,637 polegadas (16,18 milímetros)  | 1⁄18    | |
| 19          | ,626 polegadas (15,90 milímetros)  | 1⁄19    | |
| 20          | ,615 polegadas (15,62 milímetros)  | 1⁄20    | |
| 21          | ,605 polegadas (15,37 milímetros)  | 1⁄21    | |
| 22          | ,596 polegadas (15,14 milímetros)  | 1⁄22    | |
| 23          | ,587 polegadas (14,91 milímetros)  | 1⁄23    | |
| 24          | ,579 polegadas (14,71 milímetros)  | 1⁄24    | |
| 25          | ,571 polegadas (14,50 milímetros)  | 1⁄25    | |
| 26          | ,563 polegadas (14,30 milímetros)  | 1⁄26    | |
| 27          | ,556 polegadas (14,12 milímetros)  | 1⁄27    | |
| 28          | ,550 polegadas (13,97 milímetros)  | 1⁄28    | |
| 29          | ,543 polegadas (13,79 milímetros)  | 1⁄29    | |
| 30          | ,537 polegadas (13,64 milímetros)  | 1⁄30    | |
| 31          | ,531 polegadas (13,49 milímetros)  | 1⁄31    | |
| 32          | ,526 polegadas (13,36 milímetros)  | 1⁄32    | |
| 36          | ,410 polegadas (10,41 milímetros)  | 1/67.62 | O .410 não é realmente um gáugio, consta por convenção. .410 é o diâmetro real do cano expresso em décimos de polegada. |

Nota: em negrito os gáugios (ou calibres) de espingarda ou escopeta, mais referenciados no Brasil.

## Características de Uso
Como as escopetas e espingardas com canos de alma lisa, não foram originalmente projetadas para disparar projéteis sólidos, mas sim uma "carga" de "bagos", o calibre real do cano pode variar. O fato de a maioria dos canos das espingardas não serem cilíndricos (em geral eles são cônicos), também causa variações nessa medida.
A câmara da arma é maior, para acomodar a espessura das paredes do cartucho, e um "cone de estrangulamento" na frente da câmara reduz o diâmetro até o diâmetro do cano. Esse "cone de estrangulamento" pode ser tão curto quanto uma fração de polegada ou até algumas polegadas em algumas armas. Na extremidade do cano, o estrangulador (ou "choke") pode restringir ainda mais o cano, portanto, medir o diâmetro do cano de uma espingarda não é um processo simples, e deve ser feito longe das duas extremidades.
Os canos dessas espingarda geralmente são alargados de fábrica em toda a extensão do cano ("overbored") ou alargados em pós-venda e apenas na parte de trás do cano ("backbored"), o que significa que a maior parte do cano (do "cone de estrangulamento" ao "choke") é um pouco maior que o valor indicado pela fórmula. Alega-se que isso reduza o recuo e melhore os grupamentos. A redução do recuo é devido ao cano maior, produzindo uma aceleração mais lenta do tiro, e as melhorias no grupamento são devidas ao diâmetro maior da boca do cano para a mesma constrição efetuada pelo "choke", o que resulta em menos deformação do tiro. Uma espingarda de calibre 12, nominalmente de 18,5 mm (0,73 pol.), pode variar de 18 mm (0,71 pol.) até 20 mm (0,79 pol.). Alguns analistas também afirmam que a velocidade também aumenta com os canos mais largos, em até 15 m/s (49 ft/s), devido ao maior volume disponível.
Canos alargados, de fábrica, foram introduzidos pela Mossberg em 1988. Originalmente encontrados apenas em espingardas personalizadas, os canos alargados agora estão se tornando comuns em armas comercializadas em grande escala. O alargamento de pós-venda também é comumente feito para reduzir o peso do cano e mover o centro de massa para trás para obter um melhor equilíbrio. Os canos "alargados" de fábrica geralmente são fabricados com um diâmetro externo maior e não terão essa redução de peso - embora os canos de fábrica sejam mais resistentes, pois possuem uma espessura de parede normal. Disparar balotes a partir de canos "alargados" pode resultar em precisão muito inconsistente, pois o balote pode não ser capaz de se expandir o suficiente para obturar a parede do cano de maior diâmetro. Nesse tipo de situação, é necessário o uso de algumas técnicas para mitigar o problema.

## Tamanhos em uso

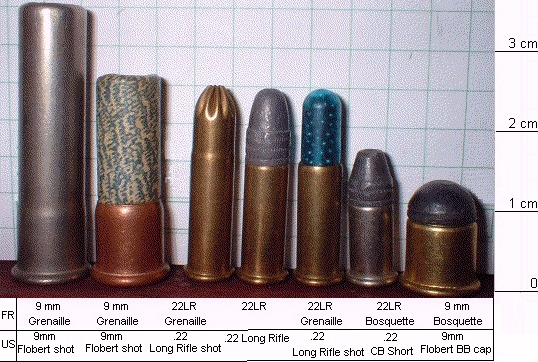
Dois 9mm Flobert de comprimentos diferentes,
três .22 Long Rifle com diferentes cargas,
um .22 CB Short e
um 9mm Flobert BB cap

O tamanho mais comum é o "calibre 12", com até 50% do mercado geral de espingardas nos Estados Unidos. A espingarda de "calibre 20" é o próximo gáugio mais popular sendo preferido por atiradores desconfortáveis com o peso e o recuo das armas de "calibre 12", e é popular na caça em terras altas. O "calibre 28" e o .410 são os próximos mais populares da lista. Tanto o medidor de 10 quanto o de 16, embora menos comuns, ainda estão disponíveis nos Estados Unidos.
Espingardas e cartuchos maiores que o "calibre 10", como os de gáugio 8 e 4, são raramente fabricados e apenas alguns fabricantes do grande mercado de espingardas e munições nos Estados Unidos ainda os produzem. Esses ainda são geralmente cartuchos de papel usando pólvora negra, em oposição ao cartucho de plástico ou cera e pólvora sem fumaça de hoje em dia.
Os cartuchos de gáugios 11, 15, 18, 2 e 3 são os mais raros de todos; os proprietários desses tipos de espingardas raras geralmente usam munições personalizadas carregadas por um especialista em calibres raros e personalizados. O gáugio 14 já não é carregado nos Estados Unidos desde o início da década de 1900, embora o "calibre" 2 9⁄16 polegadas ainda seja fabricado na França. Os gáugios 24 e 32, muito pequenos, ainda são produzidos e usados em alguns países da Europa e da América do Sul.
Também são vistas em número limitado armas de fogo com cano de alma lisa em calibres menores que .360, como o .22 Long Rifle (UK No.1 bore) e o 9mm Flobert (UK No.3 bore), projetado para armas de curto alcance voltadas para o controle de pragas e armas de jardim. O UK No.3 bore (7 mm) está obsoleto há muito tempo. Esses três calibres em bagos e BB-cap.

## Gáugio e bagos
O gáugio 10 ("calibre 10") escapou por pouco da obsolescência quando o aço e outros bagos não tóxicos se tornaram obrigatórios para a caça às aves aquáticas, uma vez que o cartucho maior podia conter os tamanhos muito maiores de  bagos de de aço de baixa densidade necessários para conseguir os raios de ação necessários para a caça às aves aquáticas. A mudança para o bagos de aço reduziu o uso dos gáugios 16 e 20 para a caça de aves aquáticas e também diminuiu o uso do gáugio 12 de 70mm de comprimento. No entanto, o advento do gáugio 12 de 89 mm de comprimento, com sua classificação de pressão SAAMI mais alta em comparação com as armas de calibre 12 padrão, começa a se aproximar do desempenho das cargas de gáugio 10. Bagos não tóxicas mais recentes, como bismuto e ligas de tungstênio-níquel-ferro e até misturas de polímero de tungstênio, recuperam grande parte ou toda a perda de desempenho, mas são muito mais caros que os de aço ou de chumbo. No entanto, pesquisas de laboratório indicam que as ligas de tungstênio podem ser bastante tóxicas internamente.

## Gáugios encontrados no Reino Unido

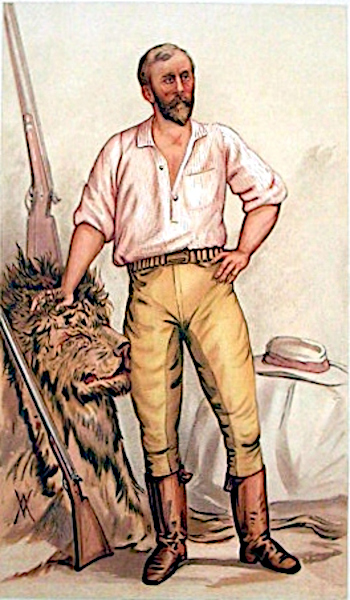
Ilustração de Frederick Selous
e seu rifle "4 bore".

A tabela abaixo apresenta os gáugios ("bore") mais comuns no Reino Unido, e algumas variações de medida para cada um, em polegadas e milímetros.
| Gáugio (bore)           | Variantes                | Variantes                  |
| Gáugio (bore)           | polegadas                | milímetros                 |
| ----------------------- | ------------------------ | -------------------------- |
| 4 bore                  | 4                        | 100                        |
| 8 bore                  | 3¼                       | 83                         |
| 10 bore                 | 2⅝, 2⅞, 3½               | 67, 73, 89                 |
| 12 bore                 | 1¾, 2, 2¼, 2½, 2¾, 3, 3½ | 45, 51, 57, 63, 70, 76, 89 |
| 14 bore                 | 2½                       | 63                         |
| 16 bore                 | 2½, 2¾                   | 63, 70                     |
| 20 bore                 | 2½, 2¾, 3                | 63, 70, 76                 |
| 24 bore                 | 2½                       | 63                         |
| 28 bore                 | 2½, 2¾                   | 63, 70                     |
| 32 bore                 | 2½                       | 63                         |
| .410 bore               | 2, 2½, 3                 | 51, 63, 76                 |
| .360 bore               | 1¾                       | 9x45                       |
| No.3 bore rimfire       | 0,5                      | 9                          |
| No.3 bore long rimfire  | 1,4                      | 9                          |
| No.2 bore rimfire       |                          | 7                          |
| No.1 bore short rimfire |                          | 6                          |
| No.1 bore long rimfire  |                          | 6                          |

## Guia de conversão
A tabela abaixo lista vários tamanhos de gáugio com pesos. Os gáugios marcados com "*" são encontrados apenas em armas de antigas e raras. No entanto, às vezes o gáugio 4 é usado em bacamartes de defesa e proteção contra pirataria. Os "calibres" .410 e 23mm são exceções; são calibres reais, não gáugios. Se o .410 e o 23mm fossem medidos usando a fórmula tradicional, eles seriam os "gáugios" 67,62 e 6,278 respectivamente.
| Gáugio (bore) | Diâmetro     | Diâmetro    | Peso de bolas de chumbo puro | Peso de bolas de chumbo puro | Peso de bolas de chumbo puro |
| Gáugio (bore) | (milímetros) | (polegadas) | gramas                       | onças                        | grãos                        |
| ------------- | ------------ | ----------- | ---------------------------- | ---------------------------- | ---------------------------- |
| AA*           | 101,60       | 4,000       | 6225,52                      | 219,6                        | 96.080                       |
| A½*           | 76,20        | 3,000       | 2626,39                      | 92,64                        | 40.530                       |
| 0.25*         | 67,34        | 2,651       | 1814,36                      | 64,000                       | 28.000                       |
| 0.5*          | 53,45        | 2,103       | 907,18                       | 32,000                       | 14.000                       |
| A*            | 50,80        | 2,000       | 778,19                       | 27,45                        | 12.010                       |
| 0.75*         | 46,70        | 1,838       | 604,80                       | 21,336                       | 9.328                        |
| 1*            | 42,42        | 1,669       | 453,59                       | 16,000                       | 7.000                        |
| B½*           | 38,10        | 1,500       | 328,3                        | 11,58                        | 5.066                        |
| 1.5*          | 37,05        | 1,459       | 302,39                       | 10,667                       | 4.667                        |
| 2*            | 33,67        | 1,326       | 226,80                       | 8,000                        | 3.500                        |
| 3*            | 29,41        | 1,158       | 151,20                       | 5,333                        | 2.333                        |
| 4             | 26,72        | 1,052       | 113,40                       | 4,000                        | 1.750                        |
| B*            | 25,40        | 1,000       | 97,27                        | 3,43                         | 1.501                        |
| 5*            | 24,80        | 0,976       | 90,72                        | 3,200                        | 1.400                        |
| 6*            | 23,35        | 0,919       | 75,60                        | 2,667                        | 1.166                        |
| 6.278         | 23,00        | 0,906       | 72,26                        | 2,549                        | 1.114                        |
| 7*            | 22,18        | 0,873       | 64,80                        | 2,286                        | 1.000                        |
| 8             | 21,21        | 0,835       | 56,70                        | 2,000                        | 875                          |
| 9*            | 20,39        | 0,803       | 50,40                        | 1,778                        | 778                          |
| 10            | 19,69        | 0,775       | 45,36                        | 1,600                        | 700                          |
| 11*           | 19,07        | 0,751       | 41,24                        | 1,454                        | 636                          |
| 12            | 18,53        | 0,729       | 37,80                        | 1,333                        | 583                          |
| 13*           | 18,04        | 0,710       | 34,89                        | 1,231                        | 538                          |
| 14            | 17,60        | 0,693       | 32,40                        | 1,143                        | 500                          |
| 15*           | 17,21        | 0,677       | 30,24                        | 1,067                        | 467                          |
| 16            | 16,83        | 0,663       | 28,35                        | 1,000                        | 438                          |
| 17*           | 16,50        | 0,650       | 26,68                        | 0,941                        | 412                          |
| 18*           | 16,19        | 0,637       | 25,20                        | 0,889                        | 389                          |
| 20            | 15,63        | 0,615       | 22,68                        | 0,800                        | 350                          |
| 22*           | 15,13        | 0,596       | 20,62                        | 0,728                        | 319                          |
| 24            | 14.70        | 0,579       | 18,90                        | 0,667                        | 292                          |
| 26*           | 14,31        | 0,564       | 17,44                        | 0,615                        | 269                          |
| 28            | 13,97        | 0,550       | 16,20                        | 0,571                        | 250                          |
| 32            | 13,36        | 0,526       | 14,17                        | 0,500                        | 219                          |
| 36            | 12,85        | 0,506       | 12,59                        | 0,444                        | 194                          |
| 40            | 12,40        | 0,488       | 11,34                        | 0,400                        | 175                          |
| 67.62         | 10,41        | 0,410       | 6,71                         | 0,237                        | 104                          |